# Дневник (газета, Скопье)
«Дневник» (макед. Дневник, Дневнико файле) — ежедневная газета  Северной Македонии, выходившая до 2017 года.
Газету основали Миле Йовановски, Бранислав Гьероски и Александр Дамовски. Газета выходила ежедневно, кроме воскресенья. Первый выпуск «Дневника» вышел 20 марта 1996 года.
Тираж газеты — 25 тыс. экземпляров (2015), главный редактор — Сашо Кокаланов.
По пятницам к газете выходило приложение «Антена», а по субботам — «Уикенд».